# 古拉姆

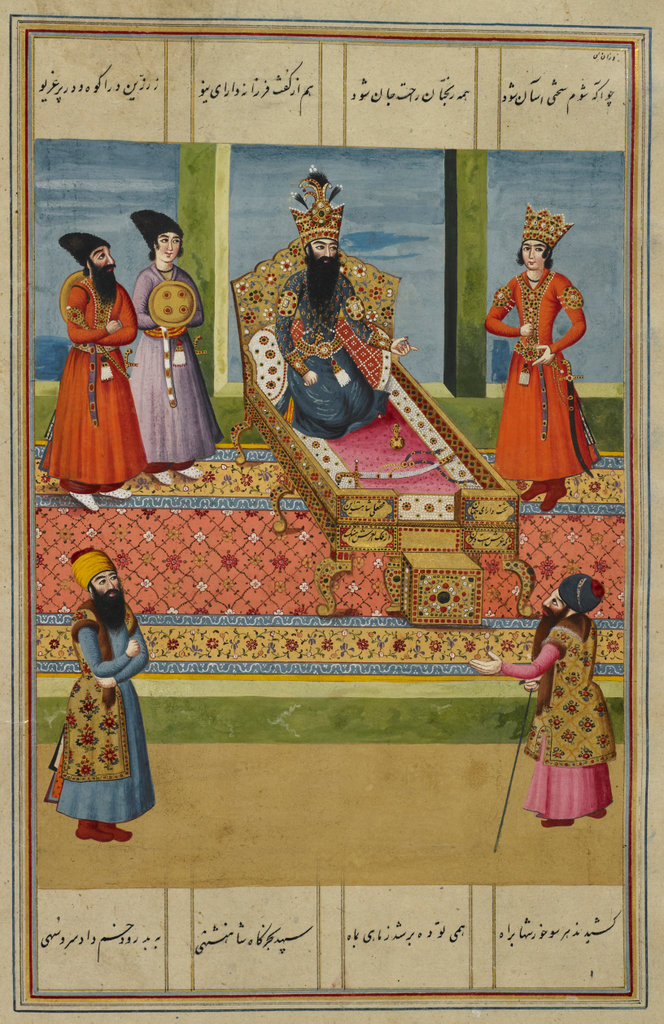
正在覲見大臣的卡扎尔王朝君主法特赫-阿里沙阿，其身邊隨侍著皇子阿巴斯·米爾札以及兩名手持盾牌和狼牙棒的古拉姆

古拉姆（Ghilman）是中世纪至近代早期伊斯蘭帝國（阿拔斯王朝、鄂圖曼帝國、薩非王朝等）的奴隸士兵。

## 歷史
最早引入古拉姆士兵是阿拔斯哈里發穆阿台绥姆，依靠他們為他的貼身護衛(因為他們没背景只能依靠主人)。他們多数是從邊境地區的俘虜，特別是中亞的突厥人和高加索人民地區購買。他們後來權力和影響力迅速上升，在萨迈拉无政府时期把哈里發變成傀儡。
多数古拉姆是突厥人，年幼時被購買和接受軍事訓練和皈依伊斯蘭教，之後立戰功恢復自由和建立自己的王國。